# Карегизил
Карегизил (лат. Caregisilus; умер не позднее 614) — епископ Пуатье в начале VII века.

## Биография
О происхождении и ранних годах жизни Карегизила сведений в средневековых исторических источниках не сохранилось. На основании ономастических данных предполагается, что он был франком. Высказывается мнение, что епископ Карегизил мог быть тем одноимённым референдарием и доместиком короля франков Хлотаря I, который чудесным образом излечился от тяжёлой болезни на могиле святого Мартина в Туре. Однако такое отождествление вряд ли достоверно из-за большой временной разницы между этими персонами.
Карегизил — один из тех епископов Пуатье, о которых известно только из списков глав местной архиепархии, наиболее ранний из которых был создан в XII веке. В них Карегизил назван преемником Венанция Фортуната и предшественником Энноальда. Точные даты, когда Карегизил занимал епископскую кафедру в Пуатье, неизвестны. Вероятно, он получил епархию вскоре после 600 года (в любом случае, не позднее 610 года), а перестал быть епископом не позднее 614 года. Хотя Карегизил управлял Пуатевинской епархией во время важных событий в истории Франкского государства (междоусобной войны 610—612 годов и установления единовластия короля Хлотаря II), никаких сведений о его деятельности как епископа не сохранилось.